# Jean-Marc Lévy-Leblond
Jean-Marc Lévy-Leblond (18 aprile 1940) è un fisico e saggista francese.

## Biografia
Studente presso il Liceo Janson de Sailly di Parigi, diventa membro dell'Unione degli studenti comunisti (UEC) dove incontra Andre Sénik. Dopo un dottorato in scienze della fisica (fisica teorica) presso l'Università di Orsay nel 1965, diventa successivamente ricercatore CNRS, Professore presso l'Università di Nizza, professore all'Università di Paris 7 , e Nizza, dove ha insegnato nei dipartimenti di fisica, filosofia e comunicazione.
È professore emerito presso l'Università di Nizza ed è direttore di programma presso il Collegio Internazionale di Filosofia dal 2001. Ha pubblicato numerosi articoli sulla sua ricerca che si concentra sulla fisica teorica e matematica e di epistemologia. 
Ha fondato e dirige la rivista Alliage (culture, science, technique), dirige Science ouverte e sviluppa il "(Re)mettre la science en culture".
In Francia pubblica il ricercatissimo "La Vitesse de l'Ombre", una raccolta di saggi che cercano di delineare quello che noi chiameremmo una scienza critica. Non una critica della scienza, ma piuttosto una messa in discussione dei suoi pro e i contro, che aiuta a capire, senza separare il contenuto, la natura e problemi. In Italia viene tradotto con il titolo "La velocità dell'ombra. Ai limiti della scienza" nel 2007 anno in cui è ospite al Festival della Scienza di Genova. Nel 2010 pubblica il suo secondo lavoro in Italia dal titolo "Scienza e cultura" un altro saggio critico alla scienza e agli scienziati.

## Opere
- "Scienza e cultura", Di Renzo Editore, 2010, ISBN 9788883232305
- "La velocità dell'ombra. Ai limiti della scienza", 2008, Codice Edizioni, ISBN 978-88-7578-076-0